# Impatiens fissicornis
Impatiens fissicornis är en balsaminväxtart som beskrevs av Carl Maximowicz. Impatiens fissicornis ingår i släktet balsaminer, och familjen balsaminväxter. Inga underarter finns listade i Catalogue of Life.